# Arco di Trionfo (Belforte del Chienti)

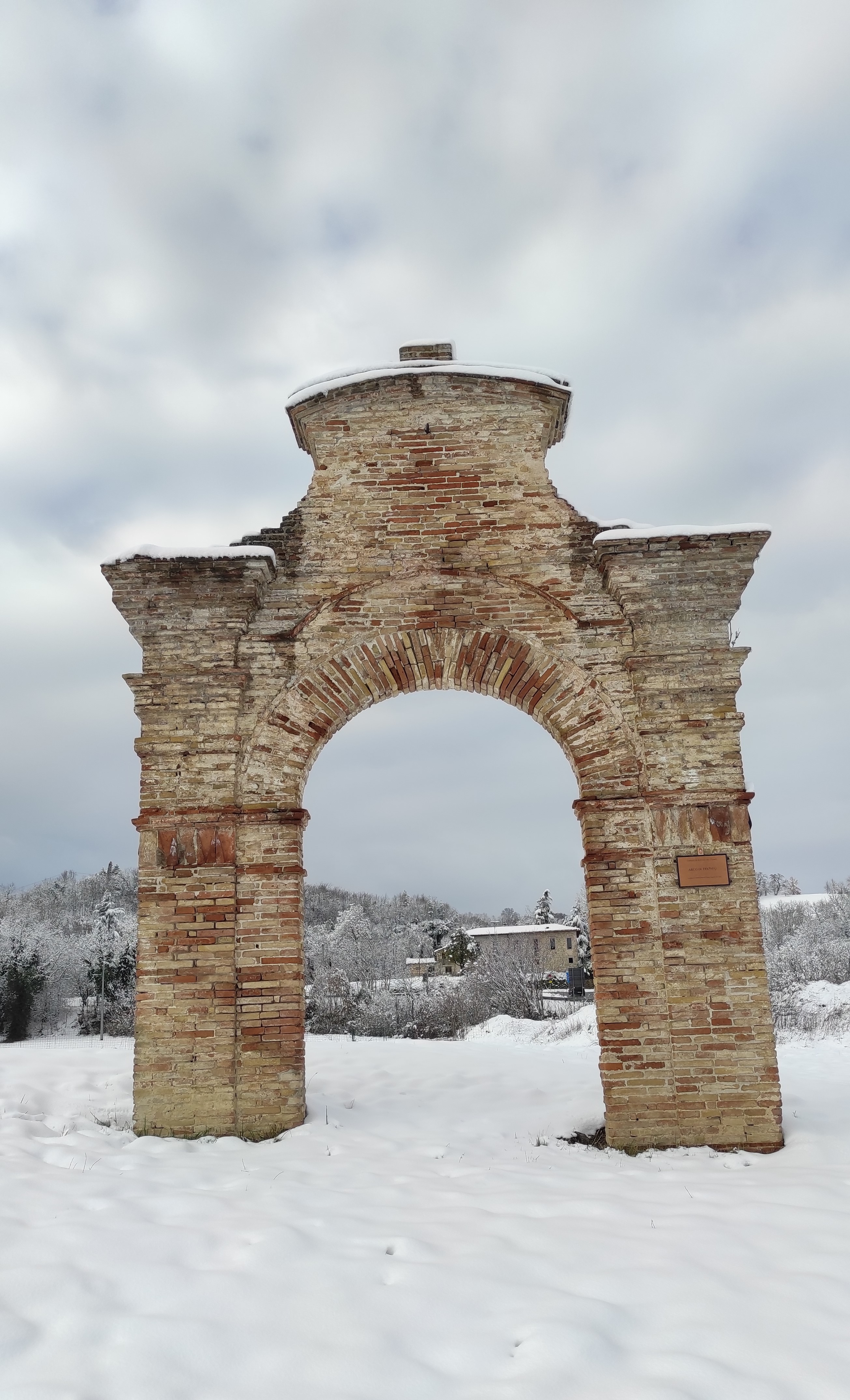
Arco di Trionfo di Belforte del Chienti edificato nel 1782. Sullo sfondo il palazzetto ex Sannesi

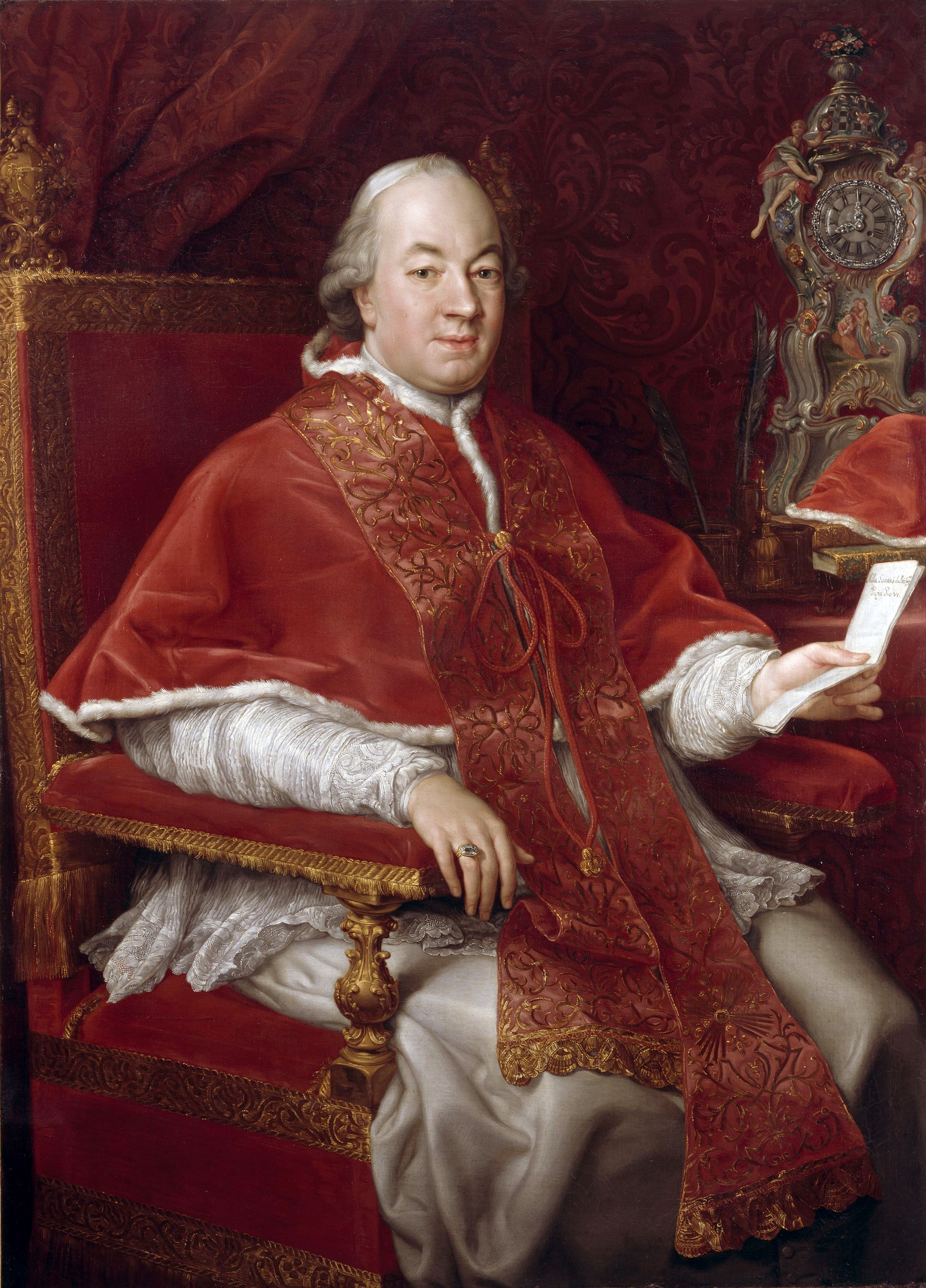
Papa Pio VI

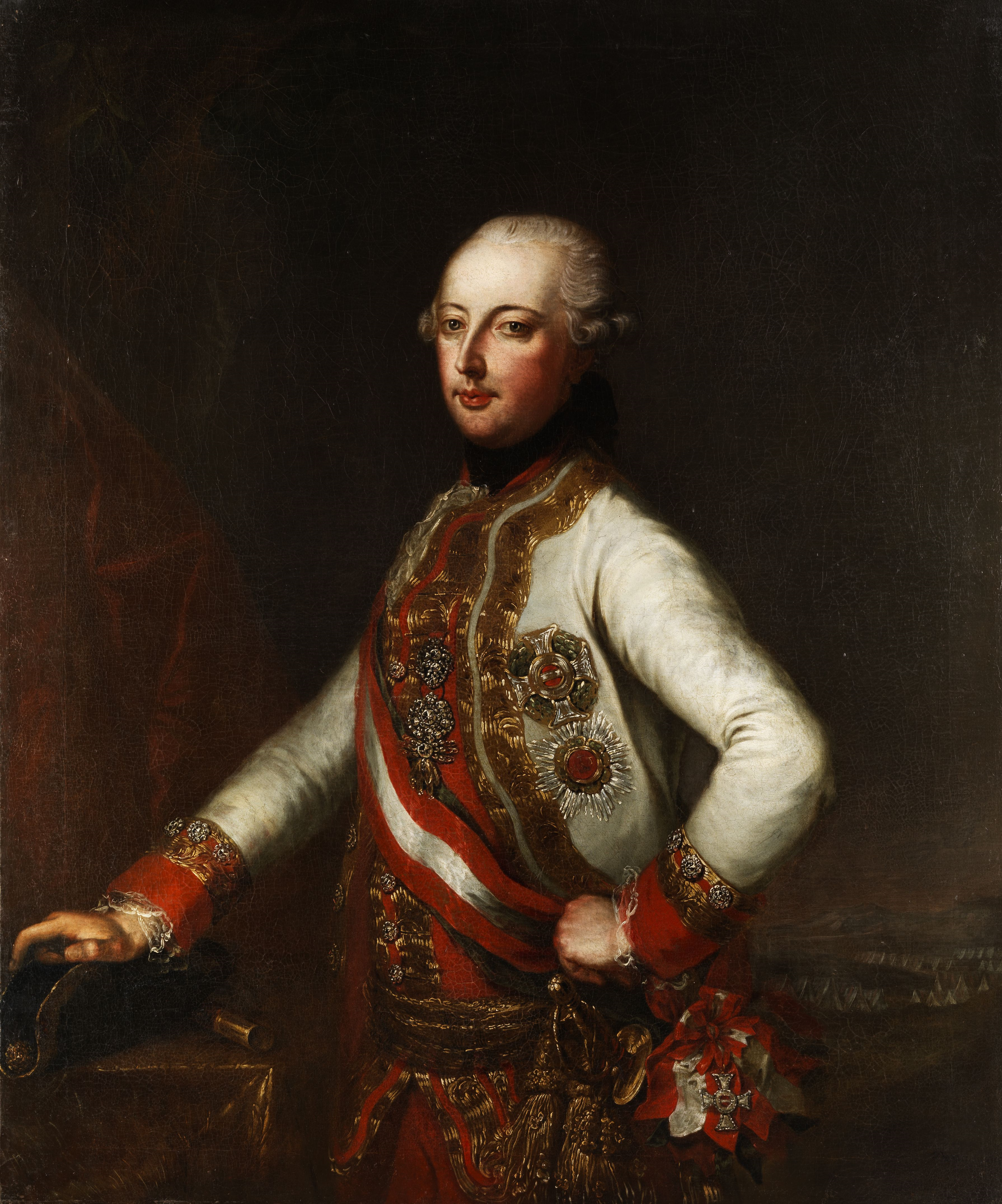
L'Imperatore Giuseppe II D'Asburgo Lorena

L'Arco di Trionfo di Belforte del Chienti è stato edificato nell'anno 1782 in occasione del passaggio di papa Pio VI di ritorno da Vienna dopo una visita all'imperatore Giuseppe II.

## Storia

### Motivazioni di un viaggio
Nell’anno 1782 le Marche erano già territorio dello Stato Pontificio da circa duecento anni con il nome di Marca di Ancona. Nonostante ciò, il passaggio di un Pontefice sulla strada che scorreva ai piedi della collina di Belforte del Chienti era veramente raro. Ciò avvenne, invece, per due volte nel 1782. Accadde che il Papa Pio VI in febbraio sentì l’urgenza di recarsi di persona a Vienna dove l’Imperatore Giuseppe II D’Asburgo-Lorena (Imperatore del Sacro Romano Impero) stava emanando leggi che trasferivano allo Stato il potere della Chiesa sul clero nazionale, a partire dal Nunzio Apostolico: potere sui seminari, sui conventi, sulle parrocchie, su molti atti che fino ad allora prevedevano solo l’assenso del Papa. Il Pontefice, durante il Concistoro del 25 febbraio 1782, prese la decisione di recarsi di persona a Vienna. Erano 200 anni che un Papa non lasciava l’Italia. Il 27 febbraio il viaggio ebbe inizio. Pio VI aveva 65 anni quando affrontò il viaggio verso la capitale dell’impero per incontrare un imperatore di 41 anni.

### Il passaggio del Papa Pio VI nei territori della Chiesa
Il primo marzo del 1782, il Papa passò per Belforte diretto a Loreto da cui sarebbe risalito verso nord. L’evento avvenne quasi senza preavviso e non fu possibile preparargli particolari onori. Nel tempo del suo soggiorno a Vienna, però, le famiglie nobili del luogo si organizzarono per tributargli i dovuti onori. Il marchese Alessandro Bandini Collaterali fece costruire un arco di trionfo davanti al viale che conduceva al suo Castello della Rancia, dove fece preparare anche un grande ricevimento di benvenuto. Il conte Domenico Silverj fece costruire un arco simile davanti al viale della sua villa delle Grazie e così si fece anche a Belforte del Chienti. Non si hanno documenti che attestino la committenza di quest’ultimo monumento di benvenuto, ma l’arco venne costruito all’inizio del viale che conduceva al palazzetto, situato sulla leggera altura fra il rio Belliccione e la deviazione della strada che conduceva al centro storico, certamente abitato dalla famiglia Sannesi all’inizio del secolo precedente. L’importanza dei Sannesi, possessori di molte terre nel territorio di Belforte,consisteva anche nell’aver avuto un loro figlio eletto cardinale: Giacomo Sannesi, nato a Belforte nel 1544 e morto a Roma nel 1621.

### Vicende dell’Arco di Trionfo
Non si hanno notizie su chi progettò l’arco di Belforte, che è a unica campata in mattoni e si trova a fianco della strada che da Foligno conduceva a Loreto, ma è noto che il 11 giugno 1782 onorò il passaggio di ritorno a Roma del papa Pio VI. Il viaggio del pontefice non aveva avuto esito positivo perché l'imperatore Giuseppe II era restato della sua idea e la riforma da lui attuata sarebbe passata alla storia con il nome di giuseppinismo.
Quel giorno di festa di giugno nessuno poteva sapere che sette anni dopo sarebbe scoppiata la rivoluzione francese e quindici anni dopo, nel febbraio del 1797, su quella strada sarebbero passate le truppe francesi del generale Napoleone Bonaparte che il giorno 17 di quell'anno avrebbe imposto allo stesso papa Pio VI i duri patti della Pace di Tolentino.
Negli anni il percorso della strada fu modificato e la variante si snodò ai piedi della collina su cui è edificata l’ex casa Sannesi. Il viale perse la sua funzione e l’arco di Trionfo di Belforte restò isolato in mezzo ai campi, vicino all’antica strada ora chiamata via Loreto. Gradatamente iniziò a deteriorarsi finché, duecento anni dopo, il Sindaco e la Soprintendenza per i Beni Ambientali e Architettonici delle Marche decisero di restaurarlo. l lavori di restauro si conclusero nell’anno 1986. La lapide dedicata al Papa non c’era più e al suo posto fu posta una targa a ricordo della sua ristrutturazione. 

## Curiosità

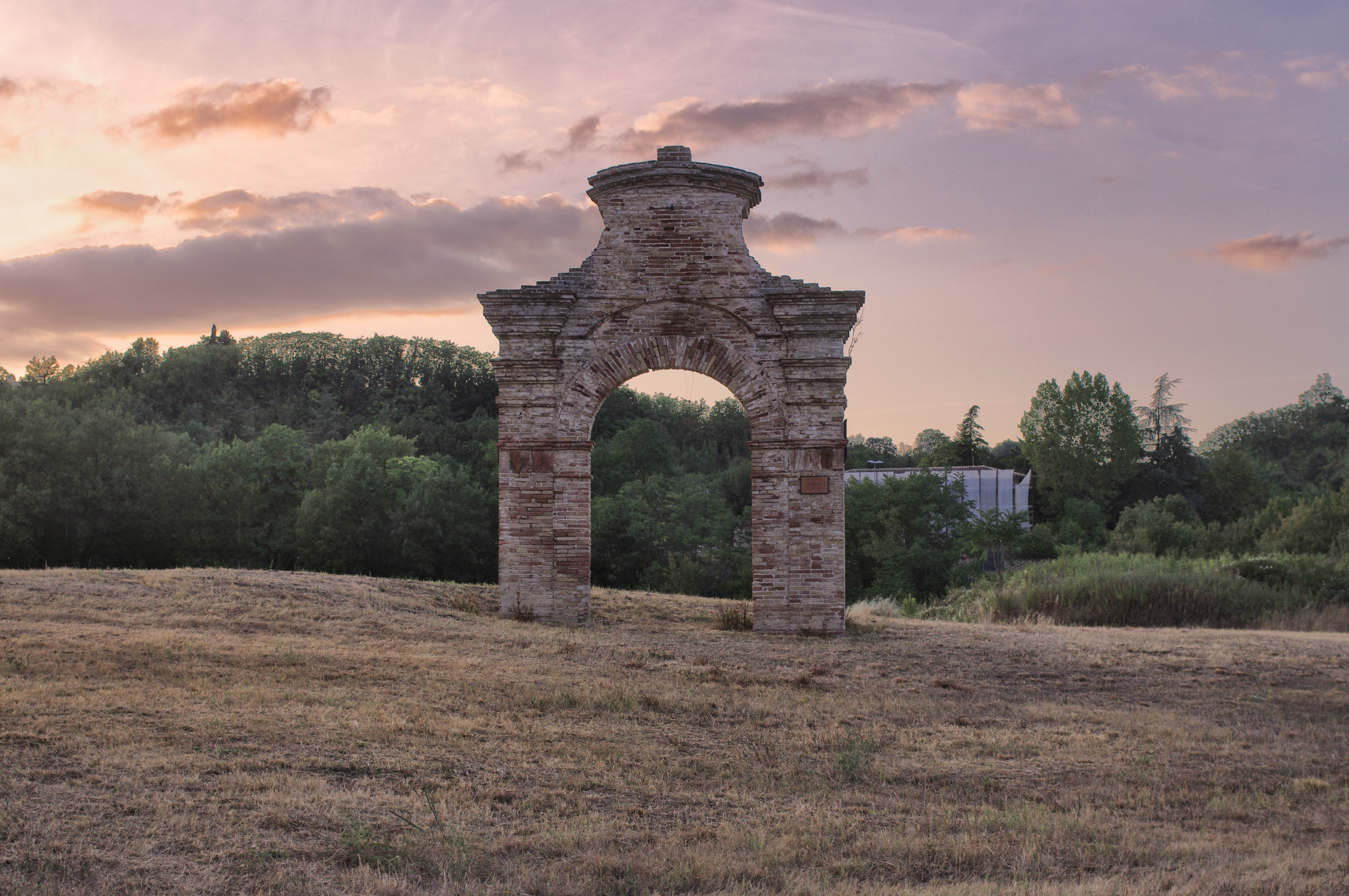

A dimostrazione della rarità di una visita papale in quei luoghi, di un evento che si verificava raramente si diceva che capitava “ad ogni passata di Papa”. Ecco perché quando il fatto avveniva si tributavano all’illustre viaggiatore grandissimi onori.